# 5140 Kida
5140 Kida este un asteroid din centura principală de asteroizi.

## Descriere
5140 Kida este un asteroid din centura principală de asteroizi. A fost descoperit pe 8 decembrie 1990 la Kushiro de Seiji Ueda și Hiroshi Kaneda. Asteroidul prezintă o orbită caracterizată de o semiaxă mare de 3,18 ua, o excentricitate de 0,12 și o înclinație de 11,5° în raport cu ecliptica.